# 帕薩迪納希爾斯 (密蘇里州)
帕薩迪納希爾斯（英語：Pasadena Heights）是位於美國密蘇里州聖路易斯縣的城市。

## 人口
根據2020年美國人口普查的數據，帕薩迪納希爾斯的面積為0.55平方千米，皆為陸地。當地共有人口912人，而人口密度為每平方千米1,658人。